# 陈集乡 (肥东县)
陈集乡，是中国安徽省合肥市肥东县下辖的一个乡镇级行政单位。

## 行政区划
陈集乡共辖以下地区：
陈集村、山头村、竹滩村、稻香村、肖圩村、前后张村、大魏村、吴集村、秦湖村。